# یورووینگز دیسکاور
یورووینگز دیسکاور (انگلیسی: Eurowings Discover) شرکت هواپیمایی آلمانی است، که در سال ۲۰۲۱ تأسیس شد.